# Михайло Кекелідзе
Михайло Кекелідзе (нар. 14 вересня 1974) – грузинський шахіст, гросмейстер від 2000 року.

## Шахова кар'єра
1992 року представляв Грузію на чемпіонаті світу серед юніорів до 18 років, а наступного року – на чемпіонаті Європи в тій самій віковій категорії. У 1997 році досягнув кількох успіхів на міжнародних турнірах за швейцарською системою, перемігши в Баунаталі і поділивши 1-ше місце в Дайцизау (1997, турнір Neckar-Open, разом з Михайлом Голубєвим) і Аугсбурзі (разом з Клаусом Клундтом і Михайлом Конопкою). У наступних роках досягнув успіхів, зокрема, в таких містах, як:
- Шварцах (2004, поділив 3-тє місце позаду Андрія Щекачова і Саймона Вільямса, разом із зокрема, Геральдом Гертнеком і Душко Павасовичем),
- Грац (2004, поділив 3-тє місце позаду Роберта Рабіги і Володимира Бурмакіна, разом із, зокрема, Суатом Аталиком, Ніколаусом Штанецом і Томасом Лютером),
- Дубай (2005, поділив 1-місце разом із Зурабом Стуруа),
- Стамбул (2005, поділив 1-місце разом з Олександром Карпачовим, Вугаром Гашимовим, Костянтином Шанавою, Леваном Панцулаєю, Давідом Арутюняном, Живко Братановим і Євгеном Мірошниченком)[1],
- Канни (2006, поділив 1-місце разом з Фаб'єном Лібішевським, Робертом Зелчичем і Младеном Палацом),
- Аден (2007, поділив 2-ге місце позаду Євгена Мірошниченка, разом з Расулом Ібрагімовим).

Найвищий рейтинг Ело в кар'єрі мав станом на 1 квітня 2006 року, досягнувши 2520 очок займав тоді 13-те місце серед грузинських шахістів.